# Kulturowo Kreatywni
Kulturowo Kreatywni – termin wprowadzony przez socjologa Paul H. Ray i psychologa Sherry Ruth Anderson dla określenia pewnej części społeczności w krajach Zachodu, która obecnie się wytworzyła poza standardami i paradygmatami modernizmu, tradycjonalizmu i konserwatyzmu. 
Termin ten został zaprezentowany w 2000 roku w książce The Cultural Creatives. How 50 Million People Are Changing the World (Harmony Books, NY), gdzie autorzy twierdzą, że około 50 milionów Amerykanów (trochę ponad jedna czwarta społeczeństwa) może w chwili obecnej identyfikować się jako przynależna do grupy, która nie ma jeszcze formalnych struktur, ale jest rozczarowana materializmem i hedonizmem. Dr Ray nazywa tę część społeczeństwa Nowymi Progresywnymi (New Progressives).
Kulturowo Kreatywni przyznają się do praktykowania duchowych wartości w codziennym życiu bez konieczności przynależenia do formalnego ugrupowania religijnego (Anderson i Ray, 2000). Wielu jest obznajomionych z wieloma religiami i poszukuje zasad, które są uniwersalne dla wszystkich religii. W założeniu jest poszukiwanie tych uniwersalnych duchowych zasad, które są wrodzonymi wartościami i nie potrzebują religijnych autorytetów.

## Literatura
- Paul H. Ray and Sherry Ruth Anderson, "The Cultural Creatives". New York: Harmony Books, 2000. ISBN 0-609-60467-8.
- Cole, Gary, "Artless: The Odyssey of a Cultural Creative". Portland: Ooligan Press, 2006. ISBN 1-932010-12-2.